# Rita Öhquist
Rita Öhquist (als Margarita Emilia Minna Winter * 22. September 1884 auf Gut Travenort, Schleswig-Holstein; † 2. März 1968 in Philippsthal, Hessen) war eine deutsche, für die Rezeptionsgeschichte bedeutende Übersetzerin aus dem Finnischen und Schwedischen.

## Leben
Geboren als Tochter eines Gutsbesitzers, heiratete Rita Öhquist nach einer Lehrerinnenausbildung 1904 den Schriftsteller Ernst Clausen (1861–1912), von dem sie zwei Söhne hatte (die beide im Zweiten Weltkrieg fielen).
Nach ihrer Verwitwung ehelichte sie 1917 den finnischen Kunstwissenschaftler Johannes Öhquist (1861–1949) und wurde so die Stiefmutter des finnischen Generalleutnants Harald Öhquist (1891–1971). Johannes Öhquist stand auf Seiten des finnischen Aufstands gegen Russland, war später Professor der Universität Helsinki, wurde Kulturattachée der finnischen Gesandtschaft in Berlin und publizierte vielfach auch auf Deutsch (darunter auch Schachbücher).
Sie lebte abwechselnd in Finnland und in Deutschland. 1960 wurde ihr das Bundesverdienstkreuz 1. Klasse verliehen.

## Literarische Tätigkeit
Rita Öhquist lernte in ihrer zweiten Ehe Finnisch und Schwedisch und übersetzte zahlreiche finnisch- und schwedischsprachige Prosaautoren, darunter Werke der Weltliteratur, ins Deutsche, so von Aleksis Kivi und dem Nobelpreisträger für Literatur Frans Eemil Sillanpää. Sie trug maßgeblich in den 1920er bis 1960er Jahren im deutschen Sprachraum zur damals starken Rezeption der Literatur Finnlands bei. Sie übersetzte des Weiteren sowohl wissenschaftliche Werke als auch Kinderbücher und förderte ferner durch ihre druckfertige Übertragung vieler Doktorarbeiten auch die internationale Kenntnisnahme finnischer Wissenschaft (da zu ihrer Zeit Dissertationen in Finnland auf Englisch oder Deutsch eingereicht werden mussten, zumeist aber nicht in diesen Sprachen verfasst worden waren).

## Übersetzungen
- Indriði G. Þorsteinsson: Herbst über Island, Freiburg i.Br. [u. a.] 1966
- Elly Jannes: Palästina zwischen Krieg und Frieden, Wien [u. a.] 1956
- Aino Kallas: Sankt-Thomasnacht, München 1935
- Aino Kallas: Der tötende Eros, Köln 1929
- Alexis Kivi: Die sieben Brüder, Frankfurt am Main 1942
- Aili Konttinen: Geh nicht fort, Inkeri, Stuttgart 1957
- Aili Konttinen: Zugvogel Inkeri, Stuttgart 1963
- Veikko Antero Koskenniemi: Gaben des Glücks, München 1938
- Eero Niilo Manninen: Die große Einsamkeit, München 1948
- Eero Niilo Manninen: Die Tundra droht, Wien 1942
- Olle Mattson: Michel der Seefahrer, Freiburg i.Br. [u. a.] 1964
- Bertel Nyberg: Kind und Erde, Helsingfors 1931
- Jean Paillard: Ringen mit Paulus, Frankfurt a. M.
  - 1 (1967)
- Jean Paillard: Vier Evangelisten, vier Welten, Frankfurt a. M. 1960
- Simo Puupponen: Der Hof des kleinen Petrus, Frankfurt a. M. 1961
- Simo Puupponen: Pekkos Familie, Frankfurt a. M. 1966
- Erkki Räikkönen: Svinhufvud baut Finnland, München 1936
- Unto Seppänen: Brände im Schnee, Stuttgart 1950
- Unto Seppänen: Markku und sein Geschlecht, Hamburg 1948
- Annikki Setälä: Prinzessin Stupsnase und der fröhliche Schornsteinfeger, Rotenburg a.d. Fulda 1951
- Frans Eemil Sillanpää: Die kleine Tellervo, Leipzig 1938
- Frans Eemil Sillanpää: Eines Mannes Weg, Leipzig 1933
- Frans Eemil Sillanpää: Menschen in der Sommernacht, Leipzig 1936
- Frans Eemil Sillanpää: Silja, die Magd, Leipzig 1932
- Lauri Simonsuuri: Typen- und Motivverzeichnis der finnischen mythischen Sagen, Helsinki 1961
- Göran Erik Stenius: Brot und Steine, Frankfurt a. M. 1960
- Göran Erik Stenius: Die Glocken von Rom, Frankfurt 1957
- Göran Erik Stenius: Von Rom nach Rom, Frankfurt a. M. 1964
- Sven Stolpe: Ich blicke zurück – ich blicke voraus, Frankfurt a. M. 1965
- Maila Talvio: Die April-Anna, Berlin 1937
- Maila Talvio: Die fröhlichen Frauen der Festung, München 1944
- Maila Talvio: Die Glocke, Braunschweig [u. a.] 1939
- Maila Talvio: Jölintu, Hamburg 1941
- Maila Talvio: Die Kraniche, München 1937
- Maila Talvio: Tochter der Ostsee, München 1939
- Maila Talvio: Der Untergang von Pimeänpirtti, Hamburg 1943
- Maila Talvio: Der Verlobungsring, Braunschweig [u. a.] 1942
- Maila Talvio: Der Zeitgeist, Rotenburg a.d. Fulda 1951
- Tuttu Tarkiainen: Die athenische Demokratie, Zürich [u. a.] 1966
- Zacharias Topelius: Die Erzählungen des Feldschers, Leipzig 1926
- Zacharias Topelius: Die Herzogin von Finnland, Leipzig 1925
- Kurt Martti Wallenius: Fangboote klar, Braunschweig 1959
- Kurt Martti Wallenius: Das Meer der Männer, Braunschweig 1954
- Mika Waltari: Stadt der Leiden und Freuden, Leipzig 1944

## Zur Nachwirkung
Der literarische Nachlass von Rita Öhquist befindet sich in der Deutschen Bibliothek Helsinki.
| Personendaten    | Personendaten                                 |
| ---------------- | --------------------------------------------- |
| NAME             | Öhquist, Rita                                 |
| ALTERNATIVNAMEN  | Winter, Margarita Emilia Minna; Clausen, Rita |
| KURZBESCHREIBUNG | deutsche Übersetzerin                         |
| GEBURTSDATUM     | 22. September 1884                            |
| GEBURTSORT       | auf Gut Travenort, Schleswig-Holstein         |
| STERBEDATUM      | 2. März 1968                                  |
| STERBEORT        | Philippsthal, Hessen                          |